# As If / Sit Down
As If / Sit Down – singel polskiej piosenkarki muzyki pop Edyty Górniak, wydany w 2003 roku przez Virgin Records.
Twórcami kompozycji „Sit Down” oraz „Cross My Heart” są Paul Wilson, Andy Watkins oraz Tracy Ackerman, natomiast utwór „As If” napisała Shelly Peiken wraz z Guyem Roche.
Singel został wydany wyłącznie na terenie Japonii.

## Lista utworów
Opracowano na podstawie materiału źródłowego.
1. „As If” – 3:26
2. „Sit Down” – 3:33
3. „Cross My Heart” – 3:38